# This Is The Year
Dirigido por David Henrie, This Is The Year é uma versão contemporânea de muitos dos filmes clássicos dos anos 80 - com foco em bons tempos e uma trilha sonora matadora. A estreia do filme terá uma premiere virtual, sendo esta a primeira vez que aconteceu uma premiere virtual em toda a história do mundo do cinema! O filme conta ainda com Selena Gomez como parte da produção executiva. Todos os lucros da venda dos bilhetes contribuíram para o fundo Plus1 Covid-19 Relief Fund.

## Enredo
Num último esforço para conquistar a garota dos seus sonhos, um nerd do último ano do ensino médio (Lorenzo Henrie) e seus melhores amigos embarcam em uma viagem para ver sua banda favorita no maior festival de música do ano. Em sua jornada, eles percebem que planos elaborados nunca acontecem sem problemas e que você pode encontrar o amor verdadeiro nos lugares mais inesperados.

## Elenco
- Vanessa Marano como Molly
- Bug Hall como Donnie
- David Henrie como Sebastian
- Gregg Sulkin como Kale
- Jake Short como Mikey
- Jeff Garlin como Mr. Elmer
- Lorenzo James Henrie como Josh
- Alyssa Jirrels como Zoey
- Emily Towles como Bohemian Girl
- Chris Mullinax como Officer Greg
- Gregg Christie como Luca
- Sammy Voit como Dr. Spacecakes
- Josh Rhett Noble como Homeless Jared
- Kate Katzman como Sophie
- Dianna M. Cruz como Liz
- Frankie Manes como Carnie
- Montserrat Espadalé como Mrs. Shockley
- Savanna Renee como Emo Senior Student
- Boston Pierce como Young Josh
- Kenneth Lee Tolbert como Yokel #1
- Adam Woldtvedt como Yokel #2
- Josh Dunn como Teen Nerd
- Kodai Yamaguchi como Party Goer
- Mark Baggs como Carnival Worker (as Mark Baynard Baggs)
- Trey Shabel como Leo
- Colby Shabel como Jock Anchor
- Billy Culbertson como Concert Security Guard (uncredited)
- Jeremy Howard como Party Patron, Carnival Patron (uncredited)